# Армвоєнюрист
Армвоєнюрист (скор. від армійський воєнний юрист) — найвище військове звання вищого начальницького складу військово-юридичної  служби збройних сил Радянського Союзу з 22 вересня 1935 до 4 лютого 1943. 
Вище за рангом ніж корвоєнюрист. Дорівнювало військовому званню командарм 2-го рангу.
Військовому званню армвоєнюриста відповідав ряд інших військових звань  — флагман флоту 2-го рангу,  інженер-флагман флоту ,  армінженер, армійський комісар 2-го рангу, армінтендант, армврач, армветврач. Званню армвоєнюриста, також відповідало спеціальному званню: комісар держбезпеки 2-го рангу.

## Історія

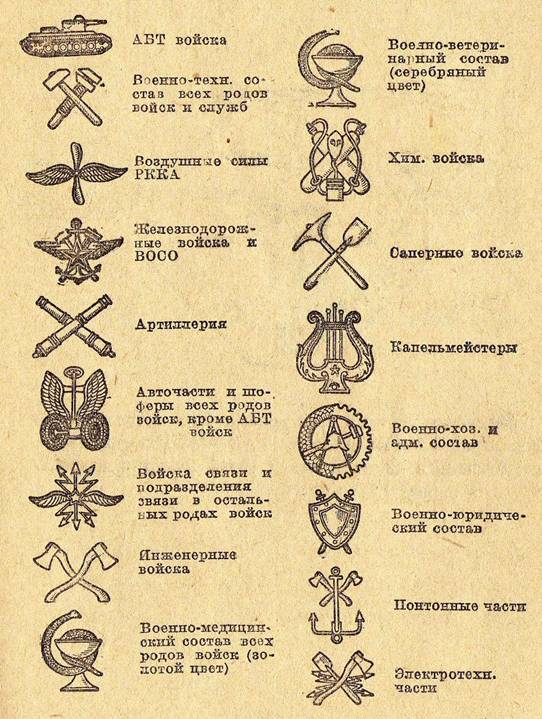
Додаток 1 Статуту внутрішньої служби РСЧА 1937 року («УВС-37») «Малюнки петличні знаків-емблем»

22 вересня 1935 року, при введенні персональних військових звань, для начальницького складу військово-юридичного складу РСЧА, були введені окремі звання, які відрізнялися від загальновійськових. Еквівалентом звань командного складу «командарм 2-го рангу» (сухопутні сили), та «флагман флоту 2-го рангу», було звання військово-юридичного складу «армвоєнюрист».
У лютому 1943 року наказом народного комісара оборони було об’явлено постанову ДКО від 4 лютого 1943 року «Про введення персональних військових звань інженерно-технічному, юридичному і адміністративному складу Червоної Армії».  Для військово-юридичного складу були встановлені військові звання від молодшого лейтенанта юстиції  до генерал-полковника юстиції.

## Знаки розрізнення
Згідно з главою 4 наказу про введення персональних військових звань, армвоєнюрист отримав знаки розрізнення по чотири ромби на кожну петлицю (як у звання командного складу «командарм 2-го рангу»).
У армвоєнюриста, як і у іншого начальницького складу військово-юридичного складу, знаки розрізнення чули червоного кольору, які розміщувалися на петлицях кольору роду військ, на яких також розміщувалася емблема військової юстиції (щит зі схрещеними мечами).
Начальницький склад РСЧА на відміну від командного складу не мали на рукавах кольорових чи галунних кутків.
Згідно з тією ж главою наказу про введення персональних військових звань, командний та начальницький склад ВМС отримали знаки розрізнення у вигляді комбінації галунних стрічок різного розміру.  Командний склад, військово-політичний та військово-технічний склад мали стрічки жовтого (золотого) кольору, інший начальницький склад білого (срібного) кольору. Колір між стрічками командний склад мав кольору мундиру, начальницький склад кольору служби. Армвоєнюрист (як у звання командного складу «флагман флоту 2-го рангу») мав чотири стрічки на рукаві (одна широка та три середні), але на відміну від флагмана флоту ІІ рангу, стрічки армвоєнюриста були сріблясті чи білі.

## Носії
- Ульріх Василь Васильович (20.11.1935) – председатель Воєнної колегії Верховного суду СРСР
- Розовський Наум Савельович (22.02.1938) – головний воєнний прокурор СРСР.

## Співвідношення
| Рід військ                                         | Відповідне звання / посада |
| Командний склад                                    | Командний склад |
| -------------------------------------------------- | --- |
| РСЧА                                               | Командарм 2-го рангу |
| Військово-морський флот                            | Флагман флоту 2-го рангу |
| Народний комісаріат внутрішніх справ               | Комісар державної безпеки 2-го рангу, введене постановою ЦВК та РНК СРСР від 7 жовтня 1935 року (військовослужбовці прикордонних та внутрішніх військ НКВС мали військові звання, які вживалися в РСЧА) Директор міліції |
| Начальницький склад                                | |
| інженерно-технічний склад сухопутні війська та ВПС | Армінженер |
| ВМФ                                                | Інженер-флагман флоту |
| військово-політичний склад усіх родів військ       | Армійський комісар 2-го рангу |
| військово-господарський склад                      | Армінтендант |
| військово-медичний склад усіх родів військ         | Армврач |
| військово-ветеринарний склад усіх родів військ     | Армветврач |